# Amstelland-Meerlanden
Amstelland-Meerlanden is een regionaal samenwerkingsverband in de provincie Noord-Holland ten zuiden van de stad Amsterdam. Het samenwerkingsverband bestaat uit een zestal gemeenten die intensief samenwerken, te weten: Haarlemmermeer, Amstelveen, Aalsmeer, Uithoorn, Ouder-Amstel en Diemen. Deze zes gemeenten werken al sinds 1982 samen, toen nog in het zo geheten Gemeenschappelijke Regeling Amstelland-Meerlanden Overleg. De regio telt anno 2019 zo'n 350.000 inwoners.
Het samenwerkingsverband richt zich op de thema's economie, wonen, landschap, ruimte en duurzaamheid, en mobiliteit. Via de Vervoerregio Amsterdam wordt het openbaar vervoer in de regio aanbesteed. Sinds 2016 maakt ook de naburige gemeente De Ronde Venen deel uit van het verband; deze gemeente ligt in de provincie Utrecht, maar is op veel zaken gericht op de regio Amsterdam.
De regio ontvangt van de provincie subsidie in het kader van de versterking van de bestuurskracht.